# Bahnstrecke Sangerhausen–Erfurt
| Haltepunkt Stotternheim |                                         |                                           |                                           |
| Streckennummer: | 6300                                    |                                           |                                           |
| Kursbuchstrecke (DB): | 335, 595                                |                                           |                                           |
| Kursbuchstrecke: | 159 (1934)                              |                                           |                                           |
| Streckenlänge: | 69,730 km                               |                                           |                                           |
| Spurweite: | 1435 mm (Normalspur)                    |                                           |                                           |
| Stromsystem: | 15 kV, 16,7 Hz ~                        |                                           |                                           |
| Zugbeeinflussung: | PZB                                     |                                           |                                           |
| Zweigleisigkeit: | Sangerhausen–Artern Sömmerda–Erfurt Hbf |                                           |                                           |
| |                                         |                                           |                                           |
| \| \| \| von Halle (Saale) Hbf \| \| \| \| 0,000 \| Sangerhausen \| Sangerhausen \| \| \| \| nach Hann. Münden \| \| \| \| 5,130 \| Oberröblingen (Helme) \| Oberröblingen (Helme) \| \| \| \| nach Allstedt \| \| \| \| \| Helme \| \| \| \| \| Landesgrenze Sachsen-Anhalt–Thüringen \| \| \| \| 9,100 \| Edersleben \| Edersleben \| \| \| \| Bundesautobahn 71 \| \| \| \| 10,701 \| Voigtstedt \| Voigtstedt \| \| \| 14,012 \| Artern \| Artern \| \| \| \| nach Berga-Kelbra \| \| \| \| \| Unstrut \| \| \| \| \| nach Naumburg \| \| \| \| \| Unstrut-Flutkanal \| \| \| \| 16,863 \| Reinsdorf (b Artern) \| Reinsdorf (b Artern) \| \| \| \| von Naumburg \| \| \| \| \| Bundesautobahn 71 \| \| \| \| 20,070 \| Bretleben \| Bretleben \| \| \| \| nach Sondershausen \| \| \| \| 26,122 \| Heldrungen \| Heldrungen \| \| \| 31,840 \| Etzleben \| Etzleben \| \| \| 36,473 \| Griefstedt \| Griefstedt \| \| \| 39,737 \| Leubingen \| Leubingen \| \| \| \| Lossa \| \| \| \| 44,865 \| Sömmerda Straußfurt–Großheringen \| Sömmerda Straußfurt–Großheringen \| \| \| \| Schmalspurbahn von Weimar \| \| \| \| 53,100 \| Großrudestedt \| Großrudestedt \| \| \| 58,897 \| Stotternheim \| Stotternheim \| \| \| \| Bundesautobahn 71 \| \| \| \| 63,200 \| Erfurt Ost \| Erfurt Ost \| \| \| \| von Wolkramshausen \| \| \| \| \| von Halle (Saale) Hbf und von Leipzig Hbf \| \| \| \| 69,730 \| Erfurt Hbf \| Erfurt Hbf \| \| \| \| nach Bebra \| \| \| \| \| \| \| \| Quellen: [1][2] \| \| \| \| |                                         |                                           |                                           |
| Strecke |                                         | von Halle (Saale) Hbf                     | von Halle (Saale) Hbf                     |
| Bahnhof | 0,000                                   | Sangerhausen                              | Sangerhausen                              |
| Abzweig geradeaus und nach rechts |                                         | nach Hann. Münden                         | nach Hann. Münden                         |
| Bahnhof | 5,130                                   | Oberröblingen (Helme)                     | Oberröblingen (Helme)                     |
| Abzweig geradeaus und ehemals nach links |                                         | nach Allstedt                             | nach Allstedt                             |
| Brücke über Wasserlauf |                                         | Helme                                     | Helme                                     |
| Grenze |                                         | Landesgrenze Sachsen-Anhalt–Thüringen     | Landesgrenze Sachsen-Anhalt–Thüringen     |
| ehemaliger Bahnhof | 9,100                                   | Edersleben                                | Edersleben                                |
| Strecke mit Straßenbrücke |                                         | Bundesautobahn 71                         | Bundesautobahn 71                         |
| Haltepunkt / Haltestelle | 10,701                                  | Voigtstedt                                | Voigtstedt                                |
| Bahnhof | 14,012                                  | Artern                                    | Artern                                    |
| Abzweig geradeaus und ehemals nach rechts |                                         | nach Berga-Kelbra                         | nach Berga-Kelbra                         |
| Brücke über Wasserlauf |                                         | Unstrut                                   | Unstrut                                   |
| Abzweig geradeaus und nach links |                                         | nach Naumburg                             | nach Naumburg                             |
| Brücke über Wasserlauf |                                         | Unstrut-Flutkanal                         | Unstrut-Flutkanal                         |
| Haltepunkt / Haltestelle | 16,863                                  | Reinsdorf (b Artern)                      | Reinsdorf (b Artern)                      |
| Abzweig geradeaus und ehemals von links |                                         | von Naumburg                              | von Naumburg                              |
| Strecke mit Straßenbrücke |                                         | Bundesautobahn 71                         | Bundesautobahn 71                         |
| Bahnhof | 20,070                                  | Bretleben                                 | Bretleben                                 |
| Abzweig geradeaus und ehemals nach rechts |                                         | nach Sondershausen                        | nach Sondershausen                        |
| Haltepunkt / Haltestelle | 26,122                                  | Heldrungen                                | Heldrungen                                |
| Bahnhof | 31,840                                  | Etzleben                                  | Etzleben                                  |
| Haltepunkt / Haltestelle | 36,473                                  | Griefstedt                                | Griefstedt                                |
| Haltepunkt / Haltestelle | 39,737                                  | Leubingen                                 | Leubingen                                 |
| Brücke über Wasserlauf |                                         | Lossa                                     | Lossa                                     |
| Turmbahnhof geradeaus oben | 44,865                                  | Sömmerda Straußfurt–Großheringen          | Sömmerda Straußfurt–Großheringen          |
| Abzweig geradeaus und ehemals von links |                                         | Schmalspurbahn von Weimar                 | Schmalspurbahn von Weimar                 |
| Haltepunkt / Haltestelle | 53,100                                  | Großrudestedt                             | Großrudestedt                             |
| Haltepunkt / Haltestelle | 58,897                                  | Stotternheim                              | Stotternheim                              |
| Strecke mit Straßenbrücke |                                         | Bundesautobahn 71                         | Bundesautobahn 71                         |
| Bahnhof | 63,200                                  | Erfurt Ost                                | Erfurt Ost                                |
| Abzweig geradeaus und von rechts |                                         | von Wolkramshausen                        | von Wolkramshausen                        |
| Abzweig geradeaus und von links |                                         | von Halle (Saale) Hbf und von Leipzig Hbf | von Halle (Saale) Hbf und von Leipzig Hbf |
| Bahnhof | 69,730                                  | Erfurt Hbf                                | Erfurt Hbf                                |
| Strecke |                                         | nach Bebra                                | nach Bebra                                |
| |                                         |                                           |                                           |
| Quellen: |                                         |                                           |                                           |

Die Bahnstrecke Sangerhausen–Erfurt ist eine teils zweigleisige, elektrifizierte Hauptbahn in Sachsen-Anhalt und Thüringen. Sie zweigt in Sangerhausen von der 
Bahnstrecke Halle–Hann. Münden ab und führt über Artern und Sömmerda nach Erfurt.

## Geschichte
Die Bahnstrecke wurde erst im Jahr 1880 eröffnet. Das erste Teilstück von Sangerhausen nach Artern ging am 15. Juli in Betrieb, am 24. Oktober 1881 folgte der zweite Abschnitt von Artern nach Erfurt. Die Strecke wurde in der Folgezeit zur dritten Nord-Süd-Verbindung zwischen Mittelthüringen und Sachsen-Anhalt beziehungsweise der Harzregion. Schon vorher fertiggestellt waren die Thüringer Bahn über Halle im Osten und die Bahnstrecke Wolkramshausen–Erfurt im Westen. Sie diente und dient vor allem dem Verkehr zwischen Magdeburg (damals Provinzhauptstadt Sachsens) und Erfurt (damals Sitz eines Regierungsbezirks und drittgrößte Stadt in der preußischen Provinz Sachsen). Zwischen Erfurt und Sömmerda wurde die Bahnstrecke zweigleisig ausgebaut, das zweite Gleis jedoch später wieder demontiert.
Ende der 1990er Jahre erfolgte die grundlegende Modernisierung und Elektrifizierung der Bahnstrecke. Dabei wurden an den Stationen Bretleben, Heldrungen, Etzleben und Griefstedt im Gegensatz zu allen anderen Regionalverkehrsstrecken in Thüringen neue Bahnsteige mit einer Höhe von 76 Zentimetern errichtet, die damit höher als die Fahrzeugböden aller seitdem eingesetzten Züge sind. Die Abschnitte Sangerhausen–Artern und Sömmerda–Erfurt sind heute zweigleisig ausgebaut.

## Streckenbeschreibung
Die Bahnstrecke beginnt in Sangerhausen am Südrand des Harzes in Sachsen-Anhalt. Nachdem sie wenige Kilometer südlich die Thüringer Landesgrenze passiert hat, erreicht sie Artern an der Unstrut. Die Unstrut wird überquert, und die Strecke führt, fortan dem Fluss folgend, durch die Diamantene Aue zur Thüringer Pforte bei Heldrungen. Hinter diesem Durchbruchstal der Unstrut, zwischen Hainleite im Westen und Schmücke im Osten, tritt die Strecke in das Thüringer Becken ein. Durch landwirtschaftlich geprägtes Tiefland geht es nun über Sömmerda nach Erfurt.

## Verkehr

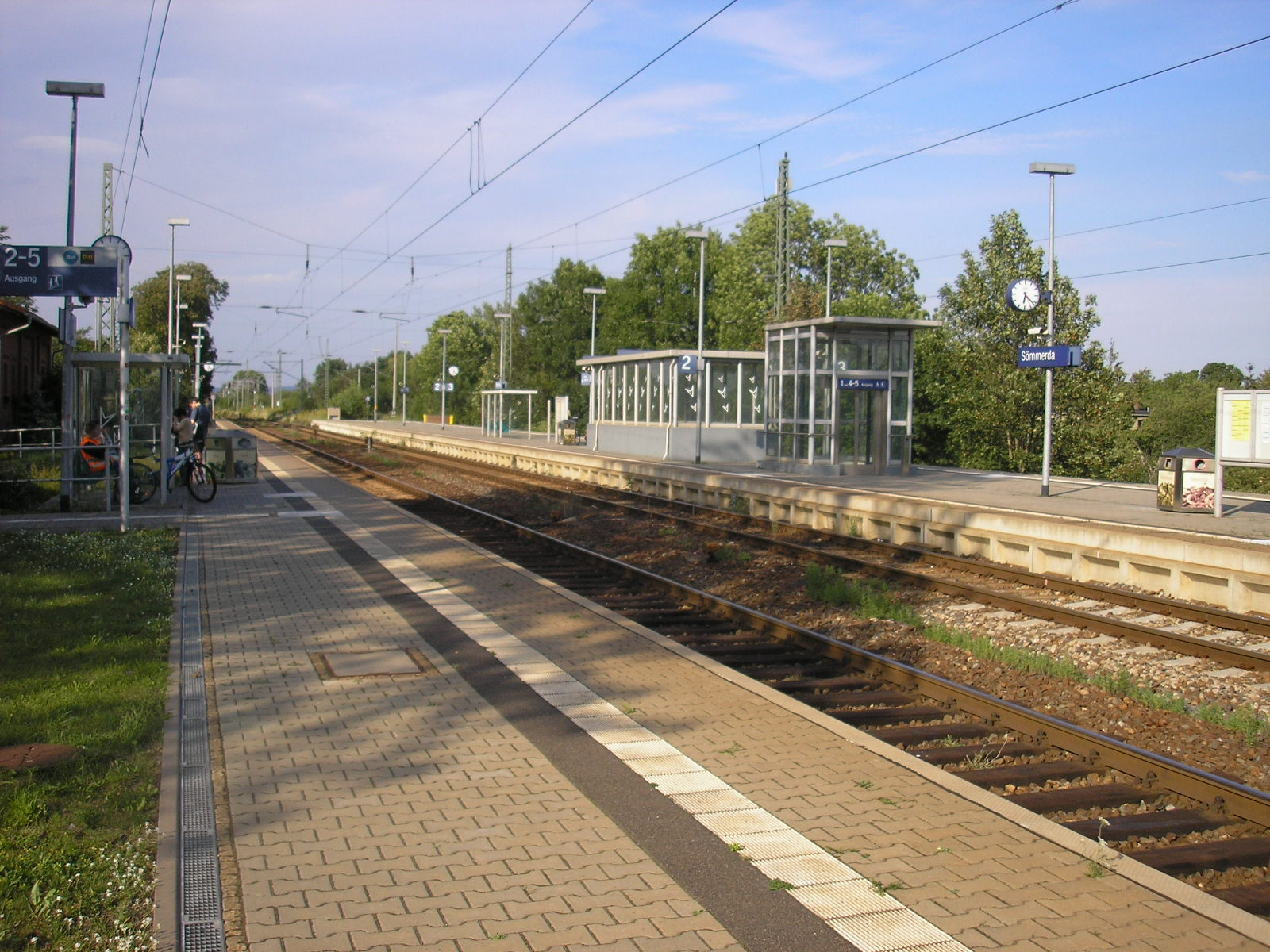
Bahnhof Sömmerda

Im Personenverkehr befahren heute zwei Linien im 120-Minuten-Takt die Strecke, sodass sich insgesamt ein Stundentakt ergibt.
Es verkehren der Regionalexpress 10 (Magdeburg–Erfurt), auf dem Dieseltriebwagen des Typs LINT 41 eingesetzt werden, sowie die Regionalbahn 59 (Sangerhausen–Erfurt), auf welcher Elektrotriebwagen des Typs Talent 2 zum Einsatz kommen. Beide Linien wurden bis zum Fahrplanwechsel 2024 von Abellio Rail Mitteldeutschland (ABRM) betrieben. Ab dem Fahrplanwechsel wird die Linie des RE 10, aufgrund der Insolvenz der ABRM, bis zum Jahr 2032 von der DB-Tochter Regionalverkehre Start Deutschland betrieben.
Güterzüge verkehren insbesondere im Durchgangsverkehr (Alternativstrecke von Halle/Leipzig nach Erfurt), sowie nach Erfurt Ost (Industriebahn-Anschluss) und Sömmerda (von und nach Kölleda).

## Sonstiges
Der Bahnhof Griefstedt diente als Kulisse für den Film Drei Tage im April.
Der Haltepunkt Reinsdorf wird seit Dezember 2015 nur noch in den Abendstunden sowie an Wochenenden und Feiertagen bedient. Bei haltenden Zügen entfällt am Wochenende der Halt in Griefstedt.
Wegen zu niedriger Bahnsteige sollten die Regionalexpress-Züge nach der Übernahme durch Abellio nicht mehr in Stotternheim halten. Dies konnte durch die Festlegung konkreter Haltepositionen verhindert werden.